# Непокритянска волость
Непокритянска волость — адміністративно-територіальна одиниця Харківського повіту Харківської губернії.

Найбільше поселення волості станом на 1914 рік:
- село Непокрите — 4135 мешканців.

Старшиною волості був Калашник Віктор Михайлович, волосним писарем — Житник Сергій Омелянович, головою волосного суду — Червяк Василь Васильович.